# Neu-Rosow
Neu-Rosow ist ein bewohnter Gemeindeteil im Ortsteil Rosow der Gemeinde Mescherin im Landkreis Uckermark in Brandenburg.

## Geografie
Der Ort liegt zwei Kilometer nordöstlich von Rosow und acht Kilometer nordnordwestlich von Mescherin. Die Nachbarorte sind Kołbaskowo im Nordosten, Rosówek im Osten, Kamieniec im Südosten, Rosow im Südwesten sowie Nadrensee und Pomellen im Nordwesten.